# Genie (Lied)
Genie ist ein Lied der südkoreanischen Popband Girls’ Generation, der erstmals 2009 in Südkorea unter dem Namen 소원을 말해봐 (Genie) (Sowoneul Malhaebwa) veröffentlicht wurde. Vor allem im englischsprachigen Raum ist der Musiktitel auch als Tell Me Your Wish bekannt.
Das K-Pop-Lied lässt sich den Genres Synthie-Pop und Dancepop zuordnen.

## Überblick

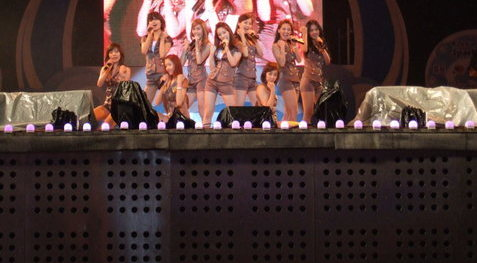
Girls’ Generation bei einem Auftritt mit Genie im Juni 2010

„Genie“ wurde ursprünglich von dem norwegischen Songwriting-Team Dsign Music und Fridolin Nordsø Schjoldan geschrieben. Im Original trug der Song den Titel „I Just Wanna Dance“ und war in englischer Sprache geschrieben. Nachdem das Label S.M. Entertainment die Rechte an dem Lied erworben hatte, beauftragten sie Yoo Young-jin, einen koreanischen Text für die Komposition zu schreiben.
Am 8. September 2010 wurde in Japan eine japanischsprachige Version des Titels unter dem Namen „Genie“ veröffentlicht.

Besonders auffallend ist die Textstelle "DJ. Put it back on!", die sich vor allem bei Live-Auftritten verändert. Die Sängerin Tiffany singt je nach Land und Veranstaltungsort den Text dieser Zeile in anderer Form. Dabei wechselt sie in den meisten Fällen "DJ" gegen den Ort, das Land oder den Veranstaltungsnamen aus. Seltener auch den hinteren Teil, wie beispielsweise bei einem Neujahrs-Special auf MBC, wo sie "DJ! Happy new year!" singt.

## Auszeichnungen und Chartplatzierungen
In Japan wurde die Single „Genie“ von der Recording Industry Association of Japan mit dem Gold-Status für mehr als 100.000 verkaufte Einheiten ausgezeichnet. Von iTunes Japan wurde die Single als Breakthrough Album of 2010 ausgezeichnet.
| Chart (2010) | Höchst- platzierung |
| ------------ | ------------------- |
| Japan        | 4 (41 Wochen)       |

### Jahrescharts
| Chart (2010) | Platzierung |
| ------------ | ----------- |
| Japan        | 58          |

## Plagiat und Cover
2009, noch vor Erscheinen von Girls’ Generations „Genie“, veröffentlichte die usbekische Sängerin Dineyra das Lied „Raqsga Tushgin“. Beide Lieder verwenden die gleiche Melodie. Bei Dineyras Version handelt es sich nach Aussage der Universal Music Publishing Group um ein Plagiat.
Am 19. Mai 2010 veröffentlichte die niederländische Sängerin Nathalie Makoma das Lied „I Just Wanna Dance“, ein Cover von Girls’ Generations „Genie“. Dabei verwendet sie den original englischen Text der Liedschreiber.
Eine englische Fassung erschien zudem am 3. Juni 2011 von dem britischen Sänger C. J. Lewis.